# 2019年の朝鮮民主主義人民共和国
2019年の朝鮮民主主義人民共和国（2019ねんのちょうせんみんしゅしゅぎじんみんきょうわこく、朝鮮語: 2019년 조선민주주의인민공화국）では、2019年（主体108年）の朝鮮民主主義人民共和国（北朝鮮）に関する出来事について記述する。

## 概要
2019年の朝鮮民主主義人民共和国（以下・北朝鮮）の対外政策は、米中露や社会主義諸国との友好関係および反日政策が変わらず引き継がれている一方で、朝鮮半島南部との関係は2月末を境に急速に冷却化した。前年（2018年）に醸成された北南朝鮮間の友好ムードは、2019年2月まで概ね維持されていたが、2月末にベトナムの首都ハノイで開催された2度目の米朝首脳会談において大きな外交成果が得られなかったことを契機に、金正恩委員長は朝鮮半島南部を実効支配する文在寅政権を見限り、それまでの友好的な対南政策を放棄したのである。
2019年3月以降の北朝鮮は、南部との関係を冷却化させたのと対照的に、金正恩体制の存亡を左右し得る米中露3ヶ国との更なる関係強化を図った。具体的に、金正恩委員長はアメリカ合衆国のドナルド・トランプ大統領、中国の習近平党総書記兼国家主席およびロシアのウラジーミル・プーチン大統領と首脳会談をしている。こうして後顧の憂いを絶った上で、北朝鮮は、アメリカ合衆国の領土に届かない射程の短距離弾道ミサイルを日本海に向けて相次いで発射し、朝鮮半島南部や日本に軍事的圧力をかけて国威高揚を図った。

## 最高指導者等
- 最高指導者（労働党委員長、国務委員長）
  - 第3代: 金正恩（2011年12月17日 - ）
- 最高人民会議常任委員会委員長
  - 第3代: 金永南（1998年9月5日 - 2019年4月11日）
  - 第4代: 崔竜海（2019年4月11日 - ）
- 内閣総理
  - 第5代: 朴奉珠（2013年4月1日 - 2019年4月11日）
  - 第6代: 金才龍（2019年4月11日 - ）

## できごと

### 2月
- 2月22日 - スペイン駐在北朝鮮大使館に複数の暴漢が侵入して、大使館職員らを数時間拘束してコンピューターを盗んだ（在スペイン北朝鮮大使館襲撃事件）[1]。
- 2月27日～28日 - ベトナムの首都ハノイで2度目の米朝首脳会談が持たれた。この首脳会談は米朝両国間の友好的なムードを醸成したが、その一方で米朝国交正常化や制裁解除などの具体的な外交成果が結実するには至らなかった[2]。

### 3月
- 3月1日 - ハノイ滞在中の金正恩委員長がベトナムのグエン・フー・チョン書記長兼国家主席[3]、グエン・ティ・キム・ガン人民会議議長[4]、グエン・スアン・フック首相などベトナムの要人と相次いで対談した[5]。
- 3月26日 - スペイン当局が2月22日に発生した大使館襲撃事件の裁判記録を公開して、襲撃犯が自由朝鮮（事件発生当時は千里馬民防衛）に所属する者であることを告発、加えて大使館襲撃に関与した容疑者10名のうち7名の実名を公表した[6]。
- 3月31日 - 北朝鮮外務省の報道官が、2月22日に発生したスペイン駐在北朝鮮大使館の襲撃事件を指して「重大なテロ行為だ。このような行為は国際的に絶対に許されない」と公式に非難した[7]。

### 4月
- 4月10日 - 朝鮮労働党中央委員会総会で金永南の政治局常務委員解任を決定。同氏の引退が決定的となった[8]。
- 4月11日 - 1998年より最高人民会議常任委員会常任委員長を務めてきた金永南の後任者として、最高人民会議が次期常任委員長に崔竜海を指名した。崔委員長は、2018年12月の米国による制裁対象に指定された北朝鮮高官3人のうちの一人[9]。
- 4月11日 - 2013年より首相を務めてきた朴奉珠の後任者として、最高人民会議が次期首相に金才龍を指名した[9]。
- 4月17日 - 金正恩委員長が国防科学院（英語版）の開発した新型戦術誘導兵器発射現場を参観し、指導した。この現地参観には、朝鮮労働党中央委員会の幹部や朝鮮人民軍指揮メンバーも参加している[10]。
- 4月24日 - 金正恩委員長が極東ロシアのウラジオストクを訪問し、イーゴリ・モルグロフ外務次官やアレクサンドル・マツェゴラ駐朝ロシア大使（ロシア語版、英語版）の歓迎を受ける[11]。
- 4月25日 - 金正恩委員長とウラジーミル・プーチン大統領がウラジオストクで会談（2019年朝露首脳会談）。朝露両国の首脳会談は、2011年8月に金正日総書記とドミートリー・メドヴェージェフ大統領の間で持たれて以来で約7年半ぶり[12]。

### 5月
- 5月4日 - 午前9時6分頃、東岸の元山付近から東方沖の日本海へ向けて複数の短距離ミサイル（飛翔体）[13]が発射された。飛行距離は70～200kmであった（いずれも大韓民国合同参謀本部（朝鮮語版、英語版）による発表に基く）[14]。
- 5月5日 - 朝鮮中央通信などの北朝鮮メディアが、前日に発射された短距離ミサイル（飛翔体）[13]発射現場に「防御部隊の火力打撃訓練」の指導を目的として金正恩委員長が立ち合っていたことを発表した[15]。
- 5月9日 - 午後4時29分頃、北西部の中朝国境に近い平安北道亀城市から、東に向かって2発の短距離ミサイルが発射された。飛行距離は一発目が420km、二発目が270kmであった（大韓民国合同参謀本部による発表に基く）[16]。
- 5月10日 - 朝鮮中央通信が、4日および9日のミサイル発射訓練について「防衛部隊の能力の一層の増強」を目指し金正恩委員長が「朝鮮人民軍の防衛部隊の打撃訓練を指導した」ものであることを明らかにした[17]。
- 5月25日 - ロシア連邦政府より、世界食糧計画（WFP）を通じた支援物資として小麦が到着した（翌26日に朝鮮中央通信が報道）[18]。
- 5月31日 - 2月末の米朝首脳会談で事務レベル交渉を担当した金革哲らが対米スパイ行為を働いた廉により3月某日に美林飛行場（英語版）で銃殺されたほか、対米交渉を統括していた朝鮮労働党副委員長の金英哲が「革命化教育」と呼ばれる強制労働をさせられており、金正恩の実妹である朝鮮労働党中央委員会第一副部長の金与正が謹慎処分を受けた、と朝鮮日報が報じたが[19]、後日、フェイクニュースであることが判明した[20]。なお、後に金英哲と金与正の健在が確認されたが、金革哲の消息は不明なままである。

### 6月
- 6月20日 - 中国の習近平党総書記兼国家主席が国賓として平壌を訪問し、金正恩委員長が自ら平壌国際空港に出向いて歓迎[21]、その後、朝中両国の首脳会談も持たれた[22]。金委員長と習総書記の首脳会談は前年の6月に北京で行われたばかりだが[23]、中国最高指導者の訪朝は2005年の胡錦濤元党総書記兼国家主席以来、14年ぶり[24]。
- 6月23日 - アメリカのドナルド・トランプ大統領から金正恩委員長へ親書が送られて、金委員長が親書に立派な内容が盛り込まれていたと評した上で、興味深い内容を慎重に考えてみると語った[25]。
- 6月30日 - アメリカのドナルド・トランプ大統領のツイッターにおける呼び掛けに対して金正恩委員長が応諾し、南北朝鮮間の非武装地帯である板門店で3度目の米朝首脳会談が開催された[26]。

### 7月
- 7月25日 - 1発目は午前5時34分ごろ、2発目は同5時57分ごろ、東岸の元山（ウォンサン）市付近から短距離の飛翔体が発射され、少なくとも片方は約690キロ飛行して日本海に落下した[27]。
- 7月31日 - 未明、弾道ミサイル2発を東部・元山（ウォンサン）市付近から日本海側に向けて発射した。250キロ飛行し、日本海に落下した。最高高度は30キロに達した[28]。

### 8月
- 8月6日 - 午前5時半ごろ、南西部の黄海南道から日本海に向けて短距離弾道ミサイルと推定される2発の飛翔体を発射した。飛行距離は約450キロ、高度は約37キロ。北朝鮮は5日に始まった米韓合同軍事演習に反発している[29]。
- 8月10日 - 朝早く、東部のハムギョン（咸鏡）南道ハムン（咸興）付近から日本海に向けて飛翔体を2回発射した[30]。
- 8月16日 - 午前8時すぎ、南東部の江原道・通川（トンチョン）から日本海に向けて2発の飛翔体を発射したと明らかにした。飛行距離は約230キロメートルで高度は約30キロメートル、最大速度はマッハ6.1だった[31]。
- 8月21日 - 平壌常駐のベネズエラ大使館が開設された[32]。
- 8月24日 - 朝6時45分ごろと7時2分ごろの2回、東部の咸鏡南道宣徳付近から日本海に向かって弾道ミサイルを発射した。高度は最高97キロメートルで、飛距離は約380キロメートル、最高速度はマッハ6.5以上と探知したという[33]。

### 9月
- 9月10日 - 午前、西部の平安南道（ピョンアンナムド）の内陸域から未確認の飛翔体2発を東方向に発射した[34]。

### 10月
- 10月2日 - 朝、江原道の元山付近から日本海に向けて飛翔体を発射した[35]。
- 10月23日 - 金正恩委員長が現地指導のため、南東部の金剛山観光地区を視察訪問したことを、朝鮮中央通信が報道した。かつて朝鮮半島南部の主導で造成され、北朝鮮にとって外貨獲得の手段でもあった同地区について、金正恩委員長は亡父金正日総書記が南部と協力して推進した政策を批判した上で、「見るだけでも気分が悪くなるみすぼらしい施設を南側の関係部門と合意してすべて撤収し、金剛山の自然景観に見合った現代的な施設を新しく建設すべきだ」との意向を表明した[36]。
- 10月25日 - 北朝鮮は金剛山観光地区の施設を撤去するよう求める通知書を南部に送付した[37]。
- 10月28日 - 金剛山観光地区の施設存廃について、南部が実務協議の開催を北朝鮮に要請[38]。
- 10月29日 - 北朝鮮が金剛山観光地区に関する南部からの協議の要請を拒否し、書面でのやり取りを主張した[38]。
- 10月31日 - 午後、中部の平安南道から日本海方向に向けて飛翔体を2発発射した。日本政府関係者によると200キロ超飛行し、日本の排他的経済水域（EEZ）外に落下したとみられる[39]。

### 11月
- 11月11日 - 金剛山観光地区について、北朝鮮は「南朝鮮当局がくだらない要求を続ければ、施設を放棄したと見なし、一方的な撤去に向け断固たる措置を取る」（朝鮮中央通信、11月15日の報道）との最後通告を送った[40]。
- 11月14日 - 朝鮮中央通信が、アメリカ合衆国の前副大統領ジョー・バイデンを名指しで批判し、「今やあの世へ行く時が来たようだ」、「手遅れになる前に棒で殴り殺さねばならない」などと罵詈雑言の限りを尽くした[41]。
- 11月15日 - 朝鮮半島南部を実効支配する文在寅政権が最後通告に対して返書も情報公開も行っていない状況を鑑みて、朝鮮中央通信が去る11月11日に南部へ送った最後通告を公開し、「汚物のような南側施設を我々の金剛山特区法によって思いのままに処理できる」と切り捨てて、実務者協議を開催することで施設が存続できるかもしれないと考えていた文在寅政権の甘い見通しを挫いた[40]。
- 11月28日 - 夕方、北朝鮮が弾道ミサイルとみられる飛翔体を発射したと日本政府が発表。日本の領域や排他的経済水域（EEZ）内に落下しないと推定される[42]。
- 11月29日 - 1週間前の11月22日に文在寅政権が2017年の大統領選で掲げた公約を破って日韓秘密軍事情報保護協定（GSOMIA）破棄を「停止する」と宣言したが[43]、これを受けて北朝鮮の公式ウェブサイトわが民族同士は、GSOMIA破棄の撤回を「民族の尊厳と利益を外部勢力に売り渡す許し難い反民族的犯罪だ」と論評し、北南関係を修復する道を選ばずにアメリカ合衆国や日本に屈従する道を選んだ文在寅政権の姿勢を批難した[44]。

### 12月
- 12月10日 - 最高人民会議常任委員会政令で両江道三池淵郡が三池淵市に昇格[45]。
- 12月28日 - 朝鮮労働党中央委員会総会を召集[46]。

## 周年
- 7月8日 - 金日成主席没後25年[47]。
- 10月6日 - 朝中国交樹立から70年。